# 에이미트군

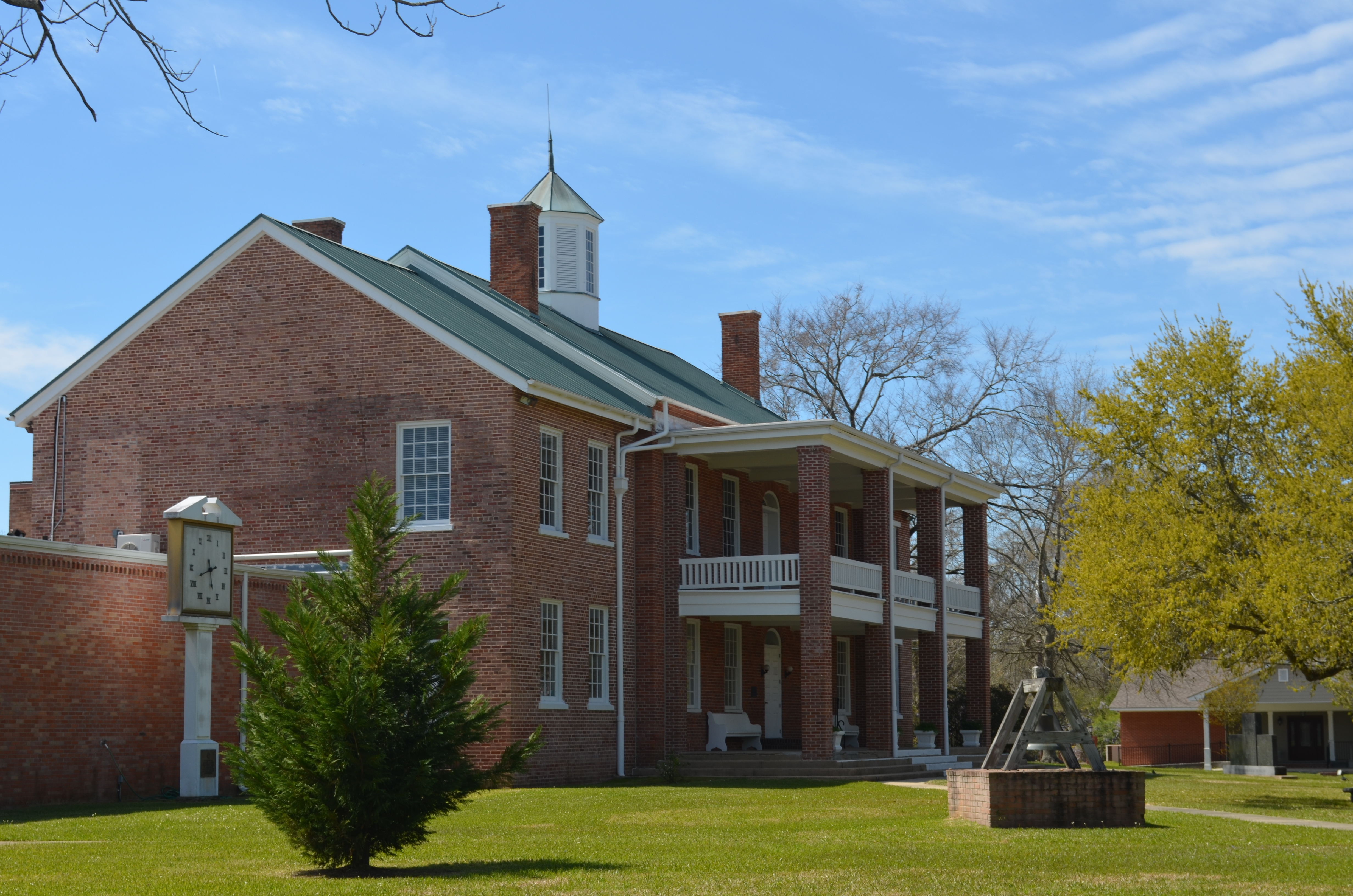

에이미트군 또는 에이미트 카운티(Amite County)는 미국 미시시피주에 위치한 군이다. 2010년 기준으로 이 지역의 인구 수는 총 13,131명이다. 2018년 추산으로 이 지역의 총 인구 수는 12,326명이다.

## 인구
| 인구조사                                                      | 인구   | Note  | %±     |
| ------------------------------------------------------------- | ------ | ----- | ------ |
| 1810년                                                        | 4,750  |       | —      |
| 1820년                                                        | 6,853  |       | 44.3%  |
| 1830년                                                        | 7,934  |       | 15.8%  |
| 1840년                                                        | 9,511  |       | 19.9%  |
| 1850년                                                        | 9,694  |       | 1.9%   |
| 1860년                                                        | 12,336 |       | 27.3%  |
| 1870년                                                        | 10,973 |       | −11.0% |
| 1880년                                                        | 14,004 |       | 27.6%  |
| 1890년                                                        | 18,198 |       | 29.9%  |
| 1900년                                                        | 20,708 |       | 13.8%  |
| 1910년                                                        | 22,954 |       | 10.8%  |
| 1920년                                                        | 18,960 |       | −17.4% |
| 1930년                                                        | 19,712 |       | 4.0%   |
| 1940년                                                        | 21,892 |       | 11.1%  |
| 1950년                                                        | 19,261 |       | −12.0% |
| 1960년                                                        | 15,573 |       | −19.1% |
| 1970년                                                        | 13,763 |       | −11.6% |
| 1980년                                                        | 13,369 |       | −2.9%  |
| 1990년                                                        | 13,328 |       | −0.3%  |
| 2000년                                                        | 13,599 |       | 2.0%   |
| 2010년                                                        | 13,131 |       | −3.4%  |
| 2018 (추산)                                                   | 12,326 | [ 1 ] | −6.1%  |
| U.S. Decennial Census 1790–1960 1900–1990 1990–2000 2010–2013 |        |       |        |

1910년의 인구 정점에서 1990년까지 카운티의 인구 수는 감소했다. 20세기 초반, 특히 1910년부터 1930년까지, 그리고 1940년부터 1970년까지 흑인들이 인종 분리 사회에서 대이동하는 영향을 받았다. 중서부 및 이후 서부 해안 도시의 일자리와 기회를 위해. 오른쪽 인구 조사 표에서 볼 수 있듯이 1910년부터 1920년까지 인구는 17% 이상 감소했다. 특히 20세기 초에 흑인들은 1890년 이후 짐 크로우(Jim Crow), 린치, 참정권 박탈과 관련된 억압과 폭력을 피하기 위해 떠났다.
1940년부터 1960년까지 인구는 29% 이상 감소했다. 시골의 백인들도 그 해에 떠났지만 훨씬 더 많은 수의 아프리카계 미국인이 다른 지역으로 이주했다. 1930년 이후 그들은 그 지역에서 소수민족이 되었다. 2000년에는 이들이 전체 인구의 거의 43%를 차지했다.
2010년 미국 인구 조사를 기준으로 카운티에 거주하는 사람은 13,131명이다. 57.7%는 백인, 41.3%는 흑인 또는 아프리카계 미국인, 0.2%는 아메리카 원주민, 0.1%는 아시아인, 0.2%는 기타 인종, 0.6%는 2개 이상의 인종이었다. 0.8%는 히스패닉 또는 라틴계(모든 인종)였다.
2000년 인구 조사를 기준으로 이 카운티에는 13,599명, 5,271가구, 3,879가구가 거주하고 있다. 인구 밀도는 평방 마일(7/km2)당 19명이었다. 평방 마일(3/km2)당 평균 밀도가 9인 6,446개의 주택이 있었다. 카운티의 인종 구성은 백인 56.42%, 흑인 또는 아프리카계 미국인 42.65%, 아메리카 원주민 0.13%, 아시아인 0.08%, 태평양 섬 주민 0.01%, 기타 인종 0.21%, 둘 이상의 인종 0.49%였다. 인구의 0.83%는 히스패닉 또는 라틴계 인종을 불문하고 구성되었다.
5,271가구 중 18세 미만 자녀가 동거하는 경우가 31.20%, 부부가 동거하는 경우가 53.10%, 남편이 없는 여성가구주가 있는 경우가 16.30%, 비가족인 경우가 26.40%이다. 전체 가구의 24.50%는 개인으로 구성되었으며, 12.00%는 65세 이상의 혼자 사는 가구였다. 평균 가구원 수는 2.58명, 평균 가족 수는 3.06명이었다.
군 내 인구는 18세 미만 26.00%, 18~24세 8.50%, 25~44세 25.60%, 45~64세 24.60%, 65세 이상 15.30%로 분포되어 있다. . 평균 연령은 38세였다. 여성 100명당 남성은 93.30명이었다. 18세 이상 여성 100명당 남성은 89.80명이었다.
카운티 가구의 중위 소득은 $26,033이었고, 가족의 중위 소득은 $31,256였다. 남성의 평균 소득은 $28,306이고 여성의 평균 소득은 $16,173이다. 카운티의 1인당 소득은 $14,048였다. 가구의 약 19.30%와 인구의 22.60%가 빈곤선 이하에 있었으며, 그중 18세 미만 인구의 29.70%, 65세 이상 인구의 22.20%가 포함되었다.